# PAL

Geografické rozšíření norem NTSC, PAL a SECAM

PAL (phase alternating line) je jeden ze standardů kódování barevného signálu pro analogové televizní vysílání zavedený v roce 1963 ve Velké Británii a 1967 v Německu. Dalšími standardy jsou SECAM (používaný ve Francii, některých afrických státech a dříve i v zemích východního bloku) a NTSC (používaný v Severní a Střední Americe a Japonsku).
Označení PAL na discích DVD definuje pouze rozlišení (720×576 pixelů) a snímkovou frekvenci obrazu (25 snímků za sekundu). Samotné kódování na DVD discích je digitální s kompresí MPEG-2, a nemá s analogovou normou PAL jinak nic společného. Toto označení na discích DVD bylo pouze neformální pro představu laické veřejnosti o kvalitě záznamu.

## Historie
Když se znalci z bývalé NSR seznámili s tehdejší formou soustavy SECAM, rozhodli se tuto soustavu nepřijmout a zahájili práce na jiné soustavě, která by „střídáním fáze“ korigovala hlavní příčinu zkreslení soustavy NTSC. Tak pod vedením Waltera Brucha vznikla v laboratořích Telefunken v roce 1967 další soustava PAL (Phase Alternating Line - střídaní fáze po řádcích).
Barevnou normu PAL používala většina států západní Evropy s výjimkou Francie. Státy východního bloku používaly normu SECAM, v 90. letech 20. století některé země (včetně České republiky a Slovenska) přešly (částečně) na normu PAL. S nástupem digitálního televizního vysílání používání původních analogových televizních standardů končí.

## Základní myšlenka

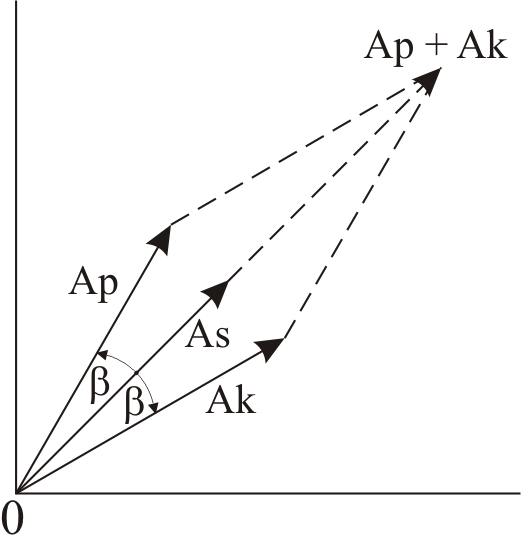
Podstata kompenzace fázového zkreslení u soustavy PAL

Soustava PAL vychází zcela ze soustavy NTSC včetně kvadraturní modulace. Základní myšlenka spočívá v přepínání fáze jedné ze dvou barvonosných informací ve dvou po sobě jdoucích řádcích (střídavé otáčení fáze o 180°), vytváří se tím automatická korekce případného zkreslení fáze barvonosné vlny. Po vytvoření průměru z informací ve dvou po sobě následujících řádcích se získá nezkreslený signál. Tyto předpoklady jsou v souladu s vlastností lidského oka a se základy televizní kolorimetrie. Soustava PAL tak kombinuje přenosové principy soustavy NTSC a principy soustavy SECAM. Hlavní myšlenkou soustavy PAL je kompenzovat fázové odchylky vektoru tím, že mu přidružíme druhý vektor stejných hodnot, vychýlený od správné hodnoty o stejný úhel {\displaystyle \beta } jako původní vektor, ale na opačnou stranu (viz obrázek - Ap - přenesené, As - skutečné, Ak - kompenzační). Součtem přeneseného a kompenzačního vektoru získáme vektor, jehož délka je jen nepatrně kratší než dvojnásobná délka skutečného (nezkresleného) vektoru a jeho fáze se shoduje s fází skutečného vektoru.

## Technické údaje

Spektrum televizního kanálu systému I v normě PAL.

Signál PAL užívá kvadraturní modulaci barvonosného signálu, který se vysílá na frekvenci posunuté o 4,43361875 MHz proti jasové složce. Kmitočet je volen tak, aby se maxima barvonosného signálu ocitla v mezerách signálu jasového a minimalizovalo se tak vzájemné rušení - princip sdílení pásma. Z důvodu kompatiblity se přenáší informace pouze o dvou barevných složkách (RGB), třetí barva se dopočítává. I starší černobílé televizní přijímače přijímají jasovou i zvukovou složku signálu se signálem PAL. Barvonosná frekvence využívá části kmitočtového spektra, původně určenou pro černobílý signál. To vede k nepatrně zhoršenému příjmu na černobílém televizoru, pokud je pořad vysílán barevně.